# Ostrovianski
Ostrovianski (en rus: Островянский) és un poble (un khútor) de l'óblast de Rostov, a Rússia, segons el cens del 2010 tenia 995 habitants, és la seu administrativa del districte homònim.